# Lista över fornlämningar i Gotlands kommun (Ala)
Lista över fornlämningar i Gotlands kommun (Ala) är en förteckning av ett urval av de fornlämningar som finns i Ala i Gotlands kommun.
| Namn             | Lämningstyp                      | Tillkomsttid | Historisk indelning | Plats | Läge                 | ID-nr          | Bild                                      |
| ---------------- | -------------------------------- | ------------ | ------------------- | ----- | -------------------- | -------------- | ----------------------------------------- |
| Ala 6:1          | Stensättning                     |              | Ala, Gotland        |       | 57.438995, 18.607037 | 10089300060001 | Ladda upp en bild av detta fornminne      |
| Ala 8:1          | Husgrund, förhistorisk/medeltida |              | Ala, Gotland        |       | 57.443620, 18.602520 | 10089300080001 | Ladda upp en bild av detta fornminne      |
| Ala 16:1         | Röse                             |              | Ala, Gotland        |       | 57.426262, 18.641194 | 10089300160001 | Ladda upp en bild av detta fornminne      |
| Ala 17:1         | Husgrund, förhistorisk/medeltida |              | Ala, Gotland        |       | 57.426238, 18.638298 | 10089300170001 | Ladda upp en bild av detta fornminne      |
| Ala 19:1         | Gravfält                         |              | Ala, Gotland        |       | 57.423135, 18.659112 | 10089300190001 | Ladda upp en bild av detta fornminne      |
| Ala 21:1         | Hällristning                     |              | Ala, Gotland        |       | 57.417582, 18.630252 | 11100000000470 | Ladda upp en bild av detta fornminne      |
| Ala 24:1         | Stensättning                     |              | Ala, Gotland        |       | 57.417339, 18.628664 | 10089300240001 | Ladda upp en bild av detta fornminne      |
| Ala 24:2         | Stensättning                     |              | Ala, Gotland        |       | 57.417269, 18.628603 | 10089300240002 | Ladda upp en bild av detta fornminne      |
| Ala 24:3         | Stensättning                     |              | Ala, Gotland        |       | 57.417187, 18.628530 | 10089300240003 | Ladda upp en bild av detta fornminne      |
| Ala 30:1         | Husgrund, förhistorisk/medeltida |              | Ala, Gotland        |       | 57.408889, 18.670524 | 10089300300001 | Ladda upp en bild av detta fornminne      |
| Ala 33:1         | Husgrund, förhistorisk/medeltida |              | Ala, Gotland        |       | 57.438976, 18.595236 | 10089300330001 | Ladda upp en bild av detta fornminne      |
| Ala 33:2         | Husgrund, förhistorisk/medeltida |              | Ala, Gotland        |       | 57.439267, 18.594204 | 10089300330002 | Ladda upp en bild av detta fornminne      |
| Ala 34:1         | Gravfält                         |              | Ala, Gotland        |       | 57.419869, 18.615677 | 10089300340001 | Ladda upp en bild av detta fornminne      |
| Ala 35:1         | Husgrund, förhistorisk/medeltida |              | Ala, Gotland        |       | 57.422351, 18.616268 | 10089300350001 | Ladda upp en bild av detta fornminne      |
| Ala 38:1         | Husgrund, förhistorisk/medeltida |              | Ala, Gotland        |       | 57.434823, 18.590710 | 10089300380001 | Ladda upp en bild av detta fornminne      |
| Ala 38:2         | Husgrund, förhistorisk/medeltida |              | Ala, Gotland        |       | 57.434788, 18.589928 | 10089300380002 | Ladda upp en bild av detta fornminne      |
| Ala 41:1         | Husgrund, förhistorisk/medeltida |              | Ala, Gotland        |       | 57.432985, 18.591270 | 10089300410001 | Ladda upp en bild av detta fornminne      |
| Ala 41:2         | Husgrund, förhistorisk/medeltida |              | Ala, Gotland        |       | 57.433103, 18.591630 | 10089300410002 | Ladda upp en bild av detta fornminne      |
| Ala 42:1         | Husgrund, förhistorisk/medeltida |              | Ala, Gotland        |       | 57.396862, 18.627817 | 10089300420001 | Ladda upp en bild av detta fornminne      |
| Ala 46:1         | Stensättning                     |              | Ala, Gotland        |       | 57.391089, 18.612566 | 10089300460001 | Ladda upp en bild av detta fornminne      |
| Ala 46:2         | Stensättning                     |              | Ala, Gotland        |       | 57.391083, 18.612400 | 10089300460002 | Ladda upp en bild av detta fornminne      |
| Ala 47:1         | Husgrund, historisk tid          |              | Ala, Gotland        |       | 57.392076, 18.614642 | 10089300470001 | Ladda upp en bild av detta fornminne      |
| Fjäle (Ala 48:1) | Husgrund, förhistorisk/medeltida |              | Ala, Gotland        |       | 57.391052, 18.618211 | 10089300480001 | Ladda upp en bild av detta fornminne      |
| Ala 49:1         | Röse                             |              | Ala, Gotland        |       | 57.399218, 18.588386 | 10089300490001 | Ladda upp en bild av detta fornminne      |
| Ala 49:2         | Stensättning                     |              | Ala, Gotland        |       | 57.399306, 18.588623 | 10089300490002 | Ladda upp en bild av detta fornminne      |
| Ala 54:1         | Fornborg                         |              | Ala, Gotland        |       | 57.430653, 18.609532 | 10089300540001 | Ladda upp en bild av detta fornminne      |
| Ala 57:1         | Stensättning                     |              | Ala, Gotland        |       | 57.433281, 18.637613 | 10089300570001 | Ladda upp en bild av detta fornminne      |
| Ala 59:1         | Stensättning                     |              | Ala, Gotland        |       | 57.426170, 18.656017 | 10089300590001 | Ladda upp en bild av detta fornminne      |
| Ala 64:1         | Husgrund, förhistorisk/medeltida |              | Ala, Gotland        |       | 57.430988, 18.649282 | 10089300640001 | Ladda upp en bild av detta fornminne      |
| Ala 68:1         | Gravfält                         |              | Ala, Gotland        |       | 57.437880, 18.607853 | 10089300680001 | Ladda upp en bild av detta fornminne      |
| Ala 73:1         | Stensättning                     |              | Ala, Gotland        |       | 57.433355, 18.600728 | 10089300730001 | Ladda upp en bild av detta fornminne      |
| Ala 77:1         | Husgrund, förhistorisk/medeltida |              | Ala, Gotland        |       | 57.442403, 18.604033 | 10089300770001 | Ladda upp en bild av detta fornminne      |
| Ala 98:1         | Husgrund, förhistorisk/medeltida |              | Ala, Gotland        |       | 57.391358, 18.614802 | 11000000000023 | Ladda upp en till bild av detta fornminne |
| Ala 98:3         | Husgrund, förhistorisk/medeltida |              | Ala, Gotland        |       | 57.391270, 18.615327 | 11000000000024 | Ladda upp en bild av detta fornminne      |
| Ala 98:4         | Husgrund, förhistorisk/medeltida |              | Ala, Gotland        |       | 57.391173, 18.615191 | 11000000000025 | Ladda upp en bild av detta fornminne      |
| Ala 98:5         | Husgrund, förhistorisk/medeltida |              | Ala, Gotland        |       | 57.391103, 18.615353 | 11000000000026 | Ladda upp en bild av detta fornminne      |
| Ala 99:1         | Stensättning                     |              | Ala, Gotland        |       | 57.392073, 18.599991 | 10089300990001 | Ladda upp en bild av detta fornminne      |
| Ala 99:2         | Stensättning                     |              | Ala, Gotland        |       | 57.391977, 18.600109 | 10089300990002 | Ladda upp en bild av detta fornminne      |
| Ala 104:1        | Stensättning                     |              | Ala, Gotland        |       | 57.412880, 18.666760 | 10089301040001 | Ladda upp en bild av detta fornminne      |
| Ala 104:2        | Stensättning                     |              | Ala, Gotland        |       | 57.413073, 18.666506 | 10089301040002 | Ladda upp en bild av detta fornminne      |
| Ala 111:1        | Stensättning                     |              | Ala, Gotland        |       | 57.442475, 18.581063 | 10089301110001 | Ladda upp en bild av detta fornminne      |
| Ala 113:4        | Stensättning                     |              | Ala, Gotland        |       | 57.396669, 18.617014 | 10089301130004 | Ladda upp en bild av detta fornminne      |
| Ala 114:1        | Stensättning                     |              | Ala, Gotland        |       | 57.398810, 18.615769 | 10089301140001 | Ladda upp en bild av detta fornminne      |
| Ala 115:1        | Stensättning                     |              | Ala, Gotland        |       | 57.395424, 18.610636 | 10089301150001 | Ladda upp en bild av detta fornminne      |
| Ala 116:1        | Husgrund, förhistorisk/medeltida |              | Ala, Gotland        |       | 57.393274, 18.613612 | 10089301160001 | Ladda upp en bild av detta fornminne      |
| Ala 122:1        | Röse                             |              | Ala, Gotland        |       | 57.444394, 18.578798 | 10089301220001 | Ladda upp en bild av detta fornminne      |
| Buttle 57:1      | Husgrund, förhistorisk/medeltida |              | Ala, Gotland        |       | 57.427002, 18.573069 | 10090500570001 | Ladda upp en bild av detta fornminne      |